# Seznam představitelů Rovníkové Guineje
Toto je seznam nejvyšších představitelů Rovníkové Guineje od vyhlášení nezávislosti na Frankistickém Španělsku v roce 1968.

## Prezidenti Rovníkové Guineje od roku 1968
| Pořadí | Obrázek | Jméno                         | Doba vlády                         | Poznámky                                         |
| ------ | ------- | ----------------------------- | ---------------------------------- | ------------------------------------------------ |
| 1.     |         | Francisco Macias Nguema       | 12. listopadu 1969 – 3. srpna 1979 | Sesazen armádním pučem a popraven 29. září 1979. |
| 2.     |         | Teodoro Obiang Nguema Mbasogo | 3. srpna 1979 – současnost         |                                                  |